# British Comedy Award
Die British Comedy Awards waren eine zwischen 1990 und 2014 jährlich stattfindende Preisverleihung in Großbritannien, bei der Auszeichnungen an Fernsehsendungen und Schauspieler im Bereich Comedy verliehen werden.

## Geschichte
Die Preisverleihung wurde von 1990 bis 2006 jährlich im Dezember auf dem Sender ITV live übertragen. 2007 wurde die Veranstaltung wegen Ermittlungen von Unregelmäßigkeiten nicht ausgestrahlt. Seit 2010 wird die Show auf dem Sender Channel 4 übertragen.
Nachdem Michael Parkinson die erste Preisverleihung 1990 im London Palladium moderiert hatte, fanden die folgenden Shows in den London Studios statt und wurden von Jonathan Ross präsentiert. Wegen eines Skandals 2008, in den Jonathan Ross und Russell Brand verwickelt waren, erklärte Ross, dass er die Preisverleihung dieses Jahres nicht präsentieren werde. Er wurde daraufhin durch Moderator Angus Deayton ersetzt, präsentierte die Verleihung aber in den Folgejahren wieder.

## Sieger

### 1990
- Beste neue Fernsehcomedy: Drop the Dead Donkey
- Top Fernsehcomedy-Schauspieler: David Jason
- Top Fernsehcomedy-Schauspielerin: Jean Boht
- Top Fernsehcomedy-Senkrechtstarter: Pauline Quirke
- Top britischer Film-Schauspieler: Griff Rhys Jones
- Top britische Film-Schauspielerin: Pauline Collins
- Top Live-Stand-up: Victoria Wood
- Top britische TV-Comedy: A Bit of a Do
- Top ITV-/C4-Sitcom: A Bit of a Do
- Top BBC-Sitcom: Only Fools and Horses
- Top US-Sitcom: Cheers
- Top Unterhaltungskünstler: Rowan Atkinson
- Top Variety-Akt: Russ Abbott
- Top Comedyfilm: Shirley Valentine – Auf Wiedersehen, mein lieber Mann (Shirley Valentine)
- Top Radiocomedy: Victor Lewis-Smith
- Bester Bühnencomedy-Senkrechtstarter: Mike Doyle
- WGGB-Preis für Top-Comedyautor: David Nobbs
- Lebenswerk-Preis für die Bühne: Norman Wisdom
- Lebenswerk-Preis für das Radio: Roy Hudd
- Lebenswerk-Preis für Filmcomedy: Peter Rogers (Produzent der Carry-On-Filmreihe)
- Lebenswerk-Preis: Ronnie Barker

### 1991
- Beste neue Fernsehcomedy: Have I Got News for You
- Top Fernsehcomedy-Schauspieler: Richard Wilson (One Foot in the Grave)
- Top Fernsehcomedy-Schauspielerin: Patricia Routledge
- Top Fernsehcomedy-Senkrechtstarter: Angus Deayton
- Bester Fernsehunterhaltungsmoderator: Clive Anderson (Whose Line Is It Anyway)
- Beste ITV-/C4-Sitcom: Drop The Dead Donkey
- Beste Unterhaltungsserie: Alas Smith and Jones
- Top Unterhaltungsmoderator: Clive Anderson
- Top britischer Unterhaltungsdarsteller: Mel Smith und Griff Rhys Jones
- Top Variety-Darsteller: Vic Reeves und Bob Mortimer
- Bester Comedyfilm: Home Alone
- Beste Radiocomedy: On the Hour / The Million Pound Radio Show
- Top Radiocomedy-Persönlichkeit: Phil Holden
- Top Bühnen-Senkrechtstarter: Jack Dee
- Top Comedy-Club-Darsteller: Jeremy Hardy
- WGGB-Award für Top-Comedyautor: John Sullivan
- Lebenswerk-Preis: Beryl Reid
- Internationaler Lebenswerk-Preis: George Burns

### 1992
- Beste neue Fernsehcomedy: Bottom
- Top Fernsehcomedy-Schauspieler: David Jason (Darling Buds of May)
- Top Fernsehcomedy-Schauspielerin: Stephanie Cole (Waiting for God)
- Bester Fernsehcomedy-Senkrechtstarter: Alan Cumming (Bernard and the Genie)
- Top TV-Comedy-Persönlichkeit: Paul Merton
- Top Variety-Darsteller: Les Dawson
- Beste Sitcom: One Foot in the Grave
- Beste ITV-Comedy: Men Behaving Badly
- Beste BBC-Sitcom: One Foot in the Grave
- Beste C4-Sitcom: Desmonds
- Bestes Fernsehcomedy-Drama: Murder Most Horrid
- Beste C4-Persönlichkeit: Chris Evans
- Bester Comedyfilm: Hear My Song
- Top Comedy-Club-Darsteller: Jo Brand
- WGGB-Preis für Top Comedy-Autor: David Renwick
- Lebenswerk-Preis: Eric Sykes

### 1993
- Beste neue Fernsehcomedy: Absolutely Fabulous
- Top Fernsehcomedy-Schauspieler: Rik Mayall (Rik Mayall Presents)
- Top Fernsehcomedy-Schauspielerin: Joanna Lumley (Absolutely Fabulous)
- Top TV-Comedy-Newcomer: Steve Coogan
- Top C4-Unterhaltungsdarsteller: Chris Evans
- Beste Radio-Comedy: Knowing Me, Knowing You
- Bester Variety-Unterhalter: Ken Dodd
- Beste Unterhaltungsserie: Barrymore
- Beste BBC-Sitcom: One Foot in the Grave
- Beste ITV-Sitcom: Watching
- Beste C4-Sitcom: Drop the Dead Donkey
- Bestes TV-Comedy-Drama: The Snapper – Hilfe, ein Baby! (The Snapper)
- Top TV-Persönlichkeit: Joanna Lumley
- Top weibliche Darstellerin: Jennifer Saunders und Dawn French
- Bester Comedy-Film: Und täglich grüßt das Murmeltier (Groundhog Day)
- Top Stand-up: Eddie Izzard
- WGGB-Preis für Top Comedy-Autoren: Richard Curtis
- Lebenswerk-Preis: Ken Dodd

### 1994
- Beste Comedyserie: Murder Most Horrid
- Beste neue Fernsehcomedy: Knowing Me, Knowing You… with Alan Partridge
- Top Fernsehcomedy-Schauspieler: Stephen Tompkinson (Drop the Dead Donkey)
- Top Fernsehcomedy-Schauspielerin: Brenda Blethyn (Outside Edge)
- Bester Fernsehcomedy-Senkrechtstarter: Chris Morris (The Day Today)
- Beste Fernsehcomedy-Serie: Drop the Dead Donkey
- Beste BBC-Comedy-Serie: Red Dwarf
- Beste C4-Comedy: Drop the Dead Donkey
- Beste ITV-Comedy: Time After Time
- Bestes Comedy-Drama: Outside Edge
- Bester männlicher Comedy-Fernsehdarsteller: Steve Coogan (Knowing Me, Knowing You… with Alan Partridge)
- Beste weibliche Comedy-Darstellerin: Tracey Ullman (Tracey Ullman Takes On New York)
- Bester ITV-Unterhaltungsmoderator: Michael Barrymore
- Bester BBC-Unterhaltungsmoderator: Noel Edmonds
- Bester Channel-4-Unterhaltungsmoderator: Chris Evans (Don’t Forget Your Toothbrush)
- Top Theater-Variety-Darsteller: Billy Pearce
- Bester Comedy-Film: Four Weddings and a Funeral
- Top Comedy-Autor: Jack Rosenthal
- Beste Radio-Comedy: A Look Back to the Future
- Bester Live-Stand-up: Phil Kay
- WGGB Award For Top Comedy Writer: Jack Rosenthal
- Spezialpreis für Comedy: Armando Iannucci
- Lebenswerk-Preis: Spike Milligan, June Whitfield

### 1995
- Beste Comedyshow: Rory Bremner Who Else
- Beste neue Fernsehcomedy: Father Ted
- Top Fernsehcomedy-Schauspieler: Martin Clunes (Men Behaving Badly)
- Top Fernsehcomedy-Schauspielerin: Caroline Quentin (Men Behaving Badly)
- Top Fernsehcomedy-Senkrechtstarter: Ardal O’Hanlon (Father Ted)
- Top weibliche Comedy-Performerin: Victoria Wood
- Top männlicher Comedy-Performer: John Bird und John Fortune
- Beste Radio-Comedy: I’m Sorry I Haven’t a Clue
- Beste BBC-Comedy-Serie: One Foot in the Grave
- Bester ITV-Unterhaltungsmoderator: Michael Barrymore
- Bester BBC-Unterhaltungsmoderator: Noel Edmonds
- Bester Channel-4-Unterhaltungsmoderator: Chris Evans
- Top TV-Persönlichkeit: Jack Dee
- Beste ITV-Sitcom: Is It Legal?
- Beste BBC-Sitcom: One Foot in the Grave
- Beste Channel-4-Sitcom: Drop the Dead Donkey
- Bestes Comedy-Drama: Preston Front
- Beste Radio-Comedy: I’m Sorry I Haven’t a Clue
- Beste Unterhaltungsserie: Don’t Forget Your Toothbrush
- Bester Comedy-Film: Bullets over Broadway
- Bester Stand-up-Komiker: Jo Brand
- WGGB Award For Top Comedy Writer: Andy Hamilton und Guy Jenkin
- Lebenswerk-Preis für Variety: Bruce Forsyth
- Lebenswerk-Preis für Comedy: Bob Monkhouse
- Preis für Comedy: Peter Cook

### 1996
- Beste Comedyserie: The Fast Show
- Beste neue Fernsehcomedy: Thin Blue Line
- Top Fernsehcomedy-Schauspieler: Dermot Morgan (Father Ted)
- Top Fernsehcomedy-Schauspielerin: Pauline McLynn (Father Ted)
- Top TV-Newcomer: James Dreyfus (The Thin Blue Line)
- Beste BBC-Sitcom: One Foot in the Grave
- Beste ITV-Sitcom: The 10%ers
- Top ITV-Unterhaltungsmoderator: Cilla Black
- Top BBC1-Unterhaltungsmoderator: Ruby Wax
- Top C4/BBC2-Unterhaltungsmoderator: Chris Evans (TFI Friday)
- Beste Kinder-Comedy: Woof!
- Top weibliche Comedy-Performerin: Caroline Aherne (Mrs Merton)
- Top männlicher Comedy-Performer: Paul Whitehouse (The Fast Show)
- Bester Comedy-Film: Ein Schweinchen namens Babe
- Beste Radio-Comedy: People Like Us
- Bestes Comedy-Drama: Outside Edge
- Beste Unterhaltungsserie: TFI Friday
- Internationale Comedy: Frasier
- Top Fernseh-Comedy-Persönlichkeit: Vic Reeves und Bob Mortimer
- Bester Stand-up: Eddie Izzard
- WGGB-Preis für Top Comedy-Autor: Johnny Speight
- Lebenswerk-Preis: Dave Allen

### 1997
- Beste Comedyshow: The Fast Show
- Beste neue Fernsehcomedy: The Harry Hill Show
- Top Fernsehcomedy-Schauspieler: David Jason (Only Fools and Horses)
- Top Fernsehcomedy-Schauspielerin: Dawn French (Vicar of Dibley)
- Top Comedy-Senkrechtstarter: Graham Norton
- Beste C4-Sitcom: Father Ted
- Top BBC1-Persönlichkeit: Caroline Aherne
- Top ITV-Persönlichkeit: Cilla Black
- Top BBC2-/C4-Persönlichkeit: Paul Whitehouse
- Beste Radio-Comedy: People Like Us
- Bester Comedy-Film: The Full Monty
- Cockburns lustigster Comedy-Moment: Only Fools and Horses
- Beste internationale Comedy: The Larry Sanders Show
- Beste BBC-Sitcom: One Foot in the Grave Christmas Special
- Beste ITV-Sitcom: Faith in the Future
- Beste Channel-4-Sitcom: Father Ted Christmas Special
- Bestes BBC-Comedy-Drama: The Missing Postman
- Bestes ITV-Comedy-Drama: Cold Feet
- Beste Kinder-Comedy: My Dad’s A Boring Nerd
- Bestes Unterhaltungsprogramm: An Evening with Lily Savage
- Top Stand-up-Komiker: Jack Dee
- People’s Choice Award: Only Fools and Horses
- WGGB-Preis: Ray Galton und Alan Simpson
- Lebenswerk-Preis: Stanley Baxter

### 1998
- Beste Comedyserie: Goodness Gracious Me
- Beste neue Fernsehcomedy: The Royle Family
- Top Fernsehcomedy-Schauspieler: Steve Coogan (I’m Alan Partridge)
- Top Fernsehcomedy-Schauspielerin: Emma Chambers (Vicar of Dibley)
- Top TV-Comedy-Senkrechtstarter: Dylan Moran (How Do You Want Me?)
- Beste Fernseh-Sitcom: I’m Alan Partridge
- Beste Unterhaltungsserie: Who Wants to Be a Millionaire?
- Top BBC1-Comedy-Persönlichkeit: Harry Enfield
- Top BBC2-Persönlichkeit: Steve Coogan
- Top ITV-Persönlichkeit: Michael Barrymore
- Beste Kinder-Comedy: Sooty & Co
- Bestes Fernsehcomedy-Drama: Underworld
- Bester Comedy-Film: Lock Stock and Two Smoking Barrels
- Bestes Radio-Comedy: Old Harry’s Game
- Bester Stand-up-Komiker: Tommy Tiernan
- WGGB-Preis für Autoren: Denis Norden und (posthum) Frank Muir
- People’s Choice Award: One Foot in the Grave
- Lebenswerk-Preis: Dame Thora Hird

### 1999
- Beste neue Fernsehcomedy: Dinnerladies
- Top Fernsehcomedy-Schauspieler: Ricky Tomlinson (The Royle Family)
- Top Fernsehcomedy-Schauspielerin: Caroline Aherne (The Royle Family, Mrs Merton and Malcolm)
- Bester männlicher Comedy-Senkrechtstarter: Sacha Baron Cohen (The 11 O’Clock Show)
- Beste weibliche Comedy-Senkrechtstarterin: Jessica Stevenson (Spaced, The Royle Family)
- Beste Comedy-Unterhaltungspersönlichkeit: Paul Merton
- Beste „broken comedy“: Big Train
- Beste Comedy-Gameshow: Have I Got News for You
- Beste Comedy-Talkshow: So Graham Norton
- Beste Fernseh-Sitcom: The Royle Family
- Beste Fernseh-Comedy-Drama: Cold Feet
- Bester Comedy-Film: Notting Hill
- Beste internationale Comedy-Show: The Larry Sanders Show
- Bestes Comedy-Unterhaltungsprogramm: Comic Relief
- Beste Radio-Comedy: The Sunday Format
- Bester Live-Stand-up: Bill Bailey
- WGGB-Preis für Top Comedy-Autor: Richard Curtis
- Lebenswerk-Preis: Barry Humphries, The Two Ronnies

### 2000
- Beste Fernsehcomedy: Dinnerladies
- Beste neue Fernsehcomedy: That Peter Kay Thing
- Top Fernsehcomedy-Schauspieler: James Nesbitt (Cold Feet)
- Top Fernsehcomedy-Schauspielerin: Sue Johnston (The Royle Family)
- Bester Fernseh-Comedy-Senkrechtstarter: Rob Brydon (Marion and Geoff)
- Bestes Fernseh-Comedy-Drama: Cold Feet
- Beste Fernseh-Comedy-Persönlichkeit: Graham Norton
- Bestes Comedy-Unterhaltungsprogramm: Alistair McGowan’s Big Impression
- Bester Comedy-Film: East is East
- Beste international Fernsehshow: The Simpsons
- Bestes aus England: The Vicar of Dibley
- Bester Live-Komiker: Sean Lock
- People’s Choice Award: SMTV Live
- WGGB-Preis für Autorin: Victoria Wood
- Lebenswerk-Preis: Alan Bennett

### 2001
- Beste Fernsehcomedy: One Foot in the Grave
- Beste neue Fernsehcomedy: The Office
- Top Fernsehcomedy-Schauspieler: Rob Brydon (Human Remains)
- Top Fernsehcomedy-Schauspielerin: Ronni Ancona
- Bester Comedy-Senkrechtstarter: Johnny Vegas
- Beste Comedy-Unterhaltungs-Persönlichkeit: Frank Skinner
- Bestes Fernseh-Comedy-Drama: Bob and Rose
- Bestes Comedy-Unterhaltungsprogramm: So Graham Norton
- Beste internationale Comedy-Fernsehshow: Seinfeld
- Beste Radio-Comedy: Dead Ringers
- Bester Comedy-Film: Best in Show
- Bestes Live-Stand-up: Victoria Wood
- AOL People’s Choice Award: Cold Feet (gewählt von den Zuschauern)
- Autor des Jahres: Russell T Davies
- Lebenswerk-Preis: David Jason

### 2002
- Beste Fernsehcomedy: The Office
- Beste neue Fernsehcomedy: The Kumars at No. 42
- Top Fernsehcomedy-Schauspieler: Ricky Gervais (The Office)
- Top Fernsehcomedy-Schauspielerin: Kathy Burke (Gimme Gimme Gimme)
- Bester Comedy-Senkrechtstarter: Kris Marshall (My Family)
- Beste Comedy-Unterhaltungspersönlichkeit: Graham Norton
- Bestes Comedy-Drama: Auf Wiedersehen, Pet
- Bestes Comedy-Unterhaltungsprogramm: Graham Norton
- Beste internationale Comedy-Show: Six Feet Under – Gestorben wird immer
- Bester Comedy-Film: Bend It Like Beckham
- People’s Choice Award: Peter Kay’s Phoenix Nights
- Autor des Jahres: Peter Kay
- Lebenswerk-Preis: Michael Palin

### 2003
- Beste Fernsehcomedy: Coupling
- Beste neue Fernsehcomedy: My New Best Friend
- Top Fernsehcomedy-Schauspieler: Steve Coogan
- Top Fernsehcomedy-Schauspielerin: Ronni Ancona
- Bester Comedy-Senkrechtstarter: David Walliams (Little Britain)
- Beste Unterhaltungspersönlichkeit: Ant and Dec
- Bestes Comedy-Drama: Cold Feet
- Bestes Comedy-Unterhaltungsprogramm: Friday Night with Jonathan Ross
- Internationale Comedy-Show: Malcolm mittendrin
- Bester Comedy-Film: Calendar Girls
- People’s Choice Award: Ant & Dec’s Saturday Night Takeaway
- Autor des Jahres: Mike Bullen
- Lebenswerk-Preis: Jimmy Perry und David Croft

### 2004
- Beste Fernsehcomedy: Little Britain
- Beste neue Fernsehcomedy: Nighty Night
- Top Fernsehcomedy-Schauspieler: Matt Lucas und David Walliams:
- Top Fernsehcomedy-Schauspielerin: Caroline Quentin
- Bester Comedy-Senkrechtstarter: Catherine Tate
- Beste Comedy-Unterhaltungs-Persönlichkeit: Ant & Dec
- Bestes Comedy-Unterhaltungsprogramm: Ant & Dec’s Saturday Night Takeaway
- Bestes Fernsehcomedy-Drama: Doc Martin
- Beste internationale Comedy-Show: The Simpsons
- Bester Comedy-Film: School of Rock
- People’s Choice Award: Little Britain
- Autor des Jahres: Ricky Gervais und Stephen Merchant
- Lebenswerk-Preis: Matt Groening, French and Saunders

### 2005
- Beste Fernsehcomedy: Little Britain
- Best neue Fernsehcomedy: The Thick of It
- Top Fernsehcomedy-Schauspieler: Chris Langham
- Top Fernsehcomedy-Schauspielerin: Ashley Jensen
- Bester Comedy-Senkrechtstarter: Ashley Jensen
- Beste internationale Show: The Simpsons
- Bestes Unterhaltungsprogramm: The X Factor
- Bestes Comedy-Drama: Shameless
- Beste Comedy-Unterhaltungspersönlichkeit: Paul O’Grady
- Bester Comedy-Film: Festival
- People’s Choice Award: The Catherine Tate Show wurde 2008 zum Gewinner erklärt; 2005 war der Award von Robbie Williams „versehentlich“ an Ant and Dec's Saturday Night Takeaway vergeben worden.[8][9][3]
- Ronnie Barker Writers of the year: Matt Lucas und David Walliams
- Lebenswerk: Julie Walters und Victoria Wood

### 2006
- Bestes Comedy-Unterhaltungsprogramm: Harry Hill’s TV Burp
- Bester Comedy-Film: Wallace & Gromit – Auf der Jagd nach dem Riesenkaninchen
- Beste Internationale Comedy-Fernsehshow: Curb Your Enthusiasm
- Britain’s Best New TV Comedy: Star Stories
- Beste Fernseh-Comedy: Peep Show
- Beste Bühnen-Comedy: Little Britain Live
- People’s Choice Award: Ant and Dec's Saturday Night Takeaway[8]
- Top Fernsehcomedy-Schauspieler: Stephen Merchant
- Top Fernsehcomedy-Schauspielerin: Catherine Tate
- Beste Fernseh-Comedy-Unterhaltungspersönlichkeit: Harry Hill
- Bester männlicher Comedy-Senkrechtstarter: Russell Brand
- Beste weiblicher Comedy-Senkrechtstarter: Charlotte Church
- Beste Live-Standup-Tour: Jimmy Carr
- Ronnie-Barker-Preis: Sacha Baron Cohen, Peter Baynham, Anthony Hines, Dan Mazer
- Outstanding Contribution To Entertainment: Chris Tarrant

### 2007
- Bestes neues Comedy-Unterhaltungsprogramm: Al Murray’s Happy Hour
- Bester Comedy-Film: Die Simpsons – Der Film
- Beste internationale Comedy-TV-Show: Curb Your Enthusiasm
- Britain’s Best New TV Comedy: Gavin & Stacey
- Beste Fernseh-Comedy: Peep Show
- Top Fernsehcomedy-Schauspieler: David Mitchell (Peep Show)
- Top Fernsehcomedy-Schauspielerin: Liz Smith (The Royle Family: The Queen of Sheba)
- Beste Comedy-Unterhaltungspersönlichkeit: Simon Amstell (Never Mind the Buzzcocks)
- Bester männlicher Comedy-Senkrechtstarter: James Corden
- Beste weibliche Comedy-Senkrechtstarterin: Ruth Jones (Gavin & Stacey)
- Best Live-Standup: Alan Carr
- Ronnie-Barker-Preis: Simon Pegg
- British Comedy Lebenswerk-Preis: Stephen Fry[10]

### 2008
- Bestes Comedy-Unterhaltungsprogramm: Harry Hill’s TV Burp
- Bester Comedyfilm: Hot Fuzz – Zwei abgewichste Profis
- Britain’s Best New British TV Comedy: The Inbetweeners – Unsere jungfräulichen Jahre
- Beste Fernseh-Comedy: Gavin & Stacey
- Top Fernseh-Comedy-Schauspieler: Ricky Gervais (Extras)
- Top Fernseh-Comedy-Schauspielerin: Sharon Horgan (Pulling)
- Best Comedy Entertainment Personality: Alan Carr (The Sunday Night Project)
- Bester männlicher Comedy-Senkrechtstarter: Simon Bird
- Beste weibliche Comedy-Senkrechtstarterin: Katy Brand
- Bestes Fernseh-Comedy-Drama: Drop Dead Gorgeous
- Bester Live-Standup-Darsteller: Russell Brand
- Beste Comedy-Panel-Show: QI
- Ronnie-Barker-Preis: David Renwick
- British Comedy Lebenswerk-Preis: Jasper Carrott
- Outstanding Contribution to Comedy: Geoffrey Perkins

### 2009
- Bestes Comedy-Unterhaltungsprogramm: Harry Hill’s TV Burp
- Beste Situation Comedy: Outnumbered
- Best New British TV Comedy: Psychoville
- Beste Comedy-Panel-Show: Have I Got News for You
- Bestes TV-Comedy-Drama: Pulling Special
- Outstanding Contribution to British Comedy: Peter Kay
- Top Fernsehcomedy-Schauspieler: Simon Bird (The Inbetweeners)
- Top Fernsehcomedy-Schauspielerin: Katherine Parkinson (The IT Crowd)
- Beste Comedy-Unterhaltungspersönlichkeit: Harry Hill
- Ronnie-Barker-Award: Graham Linehan
- Bester Comedy-Film: Kabinett außer Kontrolle
- Bester Live-Standup-Performer: Michael McIntyre
- Beste britische Comedy: Outnumbered
- Britischer Lebenswerk-Preis: Terry Wogan
- Bester männlicher Comedy-Senkrechtstarter: Charlie Brooker (You Have Been Watching)
- Beste weibliche Comedy-Senkrechtstarterin: Ramona Marquez (Outnumbered)
- Beste Sketch-Show: Harry and Paul

### 2010
- Bestes Comedy-Unterhaltungsprogramm: Newswipe
- Beste Comedy-Panel-Show: Would I Lie to You?
- Beste Comedy-Unterhaltungspersönlichkeit: Harry Hill
- Bester Fernsehkomiker: Michael McIntyre
- Beste Fernsehkomikerin: Jo Brand
- British Comedy Academy Lebenswerk-Preis: Roy Clarke
- Beste neue, britische Fernseh-Comedy: Miranda
- Bester männlicher Comedy-Senkrechtstarter: John Bishop
- Beste weibliche Comedy-Senkrechtstarterin: Samantha Spiro (Grandma’s House)
- Beste Sketch-Show: Horrible Histories
- Beste Sitcom: The Inbetweeners – Unsere jungfräulichen Jahre
- Writers’ Guild Of Great Britain Award: Sam Bain und Jesse Armstrong
- Bester TV-Comedy-Schauspieler: Peter Capaldi
- Beste TV-Comedy-Schauspielerin: Miranda Hart
- Beste Comedy Performance in einem britischen Film: Kayvan Novak
- Outstanding Contribution To British Comedy: Russell Brand
- People’s Choice Award: Miranda Hart

### 2011
- Bestes Comedy-Unterhaltungsprogramm: Stewart Lee’s Comedy Vehicle[11]
- Beste Comedy-Panel-Show: Shooting Stars
- Beste Comedy-Unterhaltungspersönlichkeit: Graham Norton
- Bester Fernsehkomiker: Stewart Lee
- Beste Fernsehkomikerin: Victoria Wood
- British Comedy Academy Lebenswerk-Preis: Have I Got News for You
- Beste neue, britische Fernseh-Comedy: Fresh Meat
- Beste Sketch-Show: Horrible Histories
- Beste Sitcom: Twenty Twelve
- Bestes Comedy-Drama: Psychoville
- British Comedy Academy Outstanding Achievement: The Inbetweeners – Unsere jungfräulichen Jahre
- Best Comedy Breakthrough Artist: Renton Skinner
- Writers' Guild Of Great Britain Award: Armando Iannucci
- Bester TV-Comedy-Schauspieler: Darren Boyd
- Beste TV-Comedy-Schauspielerin: Miranda Hart
- Publikumspreis: Sarah Millican
- Channel 4 Award for Special Contribution to Comedy: Lee Evans

### 2012
- Best Comedy Entertainment Personality: Charlie Brooker
- Best Sitcom: Hunderby
- Best Male Television Comic: Lee Mack
- Best Comedy Entertainment Programme: Harry Hill’s TV Burp
- Best Comedy Breakthrough Artist: Morgana Robinson
- Best TV Comedy Actress: Rebecca Front
- Best New Comedy Programme: Hunderby
- Best Female Television Comic: Jo Brand
- Best Sketch Show: Cardinal Burns
- People’s Choice Award for the King or Queen of Comedy 2012: Jack Whitehall
- Writers' Guild Award:  Reeves and Mortimer
- Best TV Comedy Actor: Peter Capaldi
- British Comedy Academy Outstanding Achievement Award: Sacha Baron Cohen

### 2013
Die Verleihung im Jahr 2013 wurde am 12. Dezember von Jonathan Ross moderiert und live auf Channel 4 gezeigt.
- Best Comedy Panel Show: Would I Lie to You?
- Best Comedy Entertainment Personality: Alan Carr
- Best Sitcom: Getting On
- Best Male Television Comic: Lee Mack
- Best Comedy Entertainment Programme: The Graham Norton Show
- Best Comedy Breakthrough Artist: Adam Hills
- Best TV Comedy Actress:  Miranda Hart
- Best New Comedy Programme: Plebs
- Best Female Television Comic: Nina Conti
- Best Sketch Show: Harry & Paul
- People’s Choice Award for the King or Queen of Comedy 2013: Jack Whitehall
- Writers' Guild Award: Paul Whitehouse
- Best TV Comedy Actor: Jack Whitehall
- British Comedy Academy Outstanding Achievement Award: Steve Coogan
- British Comedy International Achievement: Will Ferrell

### 2014
- Best TV Comedy Actress: Katherine Parkinson
- Best Comedy Film: Sex on the Beach 2
- Best Male Television Comic: Lee Mack
- Best Sketch Show: Harry and Paul’s Story of the Two’s
- Best Female Television Comic: Aisling Bea
- Best Comedy Entertainment Personality: Graham Norton
- Best TV Comedy Actor: Harry Enfield
- Best Comedy Drama: Rev.
- Best New Comedy Programme: Toast of London
- Best Comedy Panel Programme: Would I Lie to You?
- Best Sitcom: Moone Boy
- King of Comedy: Jack Whitehall
- Best Comedy Breakthrough Artist: Nick Helm
- Best Comedy Entertainment  Programme: The Graham Norton Show
- The Writers’ Guild Award Of Great Britain: Brendan O’Carroll
- British Comedy Academy Outstanding Achievement Award: Monty Python
- Best Comedy moment of 2014: Harry & Paul|Harry & Paul’s Story of the Two’s
- Best Internet Comedy Short: Carpark
- Best International Comedy Programme: Modern Family

## Kontroversen

### Ermittlungen wegen Unregelmäßigkeiten
2005 erhielt die falsche Comedyshow den People’s Choice Award. Der Preis wurde von Robbie Williams live an Ant and Dec vergeben, obwohl die Catherine Tate Show am meisten Stimmen erhalten hatte und zum Sieger erklärt werden sollte.

### Telefonwahl-Skandal
Ab dem 26. Juli 2007 berichteten britische Zeitungen über die Verwicklungen der British Comedy Awards in einen Telefonwahl-Skandal. Nach einem Artikel der britischen Zeitung The Sun riefen Zuschauer für den People’s Choice Award die Telefonnummer an, obgleich ihre Stimmen nicht mehr gewertet wurden.